# Universidad de St. Francis
Universidad de St. Francis (University of St. Francis en idioma inglés) es una universidad privada, católica, de los frailes franciscanos, situada en Joliet, Illinois, Estados Unidos, a unos 56 km al suroeste de Chicago.

## Historia
Fue fundada en 1920 para la educación de las religiosas de la Congregación de las Hermanas Franciscanas de María Inmaculada. En 1925 comenzó a admitir a mujeres que no eran religiosas de la congregación y pasó a denominarse Assisi Junior College. En 1971 cambió de nombre a College of St. Francis y se convirtió en coeducacional. El 1 de enero de 1998 adoptó la actual denominación oficial de University of St. Francis.

## Escuelas y facultades
Tiene cuatro facultades:
- College of Arts and Sciences
- College of Business and Health Administration
- College of Education
- College of Nursing

## Deportes
La universidad compite en la Chicagoland Collegiate Athletic Conference de la National Association of Intercollegiate Athletics.